# No Room for Squares
No Room for Squares è un album di Hank Mobley, pubblicato dalla Blue Note Records nel giugno del 1964. Il disco fu registrato al Van Gelder Studio di Englewood Cliffs, New Jersey (Stati Uniti) nelle date indicate nella lista tracce.

## Tracce
Lato A
1. Three Way Split – 7:47 (Hank Mobley) – Registrato il 2 ottobre 1963
2. Carolyn – 5:28 (Lee Morgan) – Registrato il 2 ottobre 1963
3. Up a Step – 8:29 (Hank Mobley) – Registrato il 7 marzo 1963

Lato B
1. No Room for Squares – 6:55 (Hank Mobley) – Registrato il 2 ottobre 1963
2. Me 'n You – 7:15 (Lee Morgan) – Registrato il 2 ottobre 1963[3]
3. Old World, New Imports – 6:05 (Hank Mobley) – Registrato il 7 marzo 1963[4]

Edizione CD del 1989, pubblicato dalla Blue Note Records
1. No Room for Squares – 6:55 (Hank Mobley)
2. Three Way Split – 7:50 (Hank Mobley)
3. Comin' Back – 6:20 (Lee Morgan)
4. Me 'n You – 7:15 (Lee Morgan)
5. Carolyn – 5:30 (Lee Morgan)
6. Syrup and Biscuits – 5:31 (Hank Mobley)
7. No Room for Squares – 6:42 (Hank Mobley) – Alternate Take
8. Carolyn – 5:35 (Lee Morgan) – Alternate Take

- Tutti i brani del CD furono registrati il 2 ottobre del 1963 a Englewood Cliffs, New Jersey (U.S.A.)[5].

## Musicisti
Brani A1, A2, B1 e B2 / CD
- Hank Mobley - sassofono tenore
- Lee Morgan - tromba
- Andrew Hill - pianoforte
- John Ore - contrabbasso
- Philly Joe Jones - batteria

Brani A3 e B3
- Hank Mobley - sassofono tenore
- Donald Byrd - tromba
- Herbie Hancock - pianoforte
- Butch Warren - contrabbasso
- Philly Joe Jones - batteria